# アンドラーノ
アンドラーノ（イタリア語: Andrano）は、イタリア共和国プッリャ州レッチェ県にある、人口約4,800人の基礎自治体（コムーネ）。

## 地理

### 位置・広がり

#### 隣接コムーネ
隣接するコムーネは以下の通り。
- ディーゾ
- モンテサーノ・サレンティーノ
- スポンガーノ
- スラーノ
- トリカーゼ